# Тормунд
Тормунд Велетозгуб ( англ. Tormund Giantsbane) - персонаж серії фентезі-романів «Пісня льоду й полум'я» американського письменника Джорджа Мартіна. З'являється в книгах «Буря мечів» (2000), «Танець з драконами» (2011) і «Вітру зими».
У телесеріалі «Гра престолів» роль Тормунда грає норвезький актор Крістофер Хівью. У серіалі Тормунд вперше з'являється в третьому сезоні в якості другорядного персонажа і є основним персонажем починаючи з четвертого сезону.

## Опис персонажа
Тормунд, більш відомий як Тормунд Велетозгуб або Тормунд Громовий Кулак, є відомим рейдером із-за Стіни. На своїх масивних руках він носить золоті пов’язки з гравійованими рунами перших людей, які він отримав від предків. Тормунд одягнений у важку кольчугу, зняту з мертвого розвідника Нічної варти. Як і більшість людей із-за Стіни, він неписьменний. У нього четверо синів: Торегг, Торвінд, Дрін і Дормунд; і одна донька Мунда.
Часто веселий Тормунд любить їжу та напої, особливо ель і мед, і любить травити анекдоти. Його називають Високим балакуном, Криголамником, Чоловіком Ведмедем, Королем Меду з Рудді-Холлу, Промовцем Богів і Батьком Воїнства. Менс Рейдер назвав його Рогодувом за силу легенів. Хоча Тормунд, як кажуть, убив велетня, він стверджує, що насправді розрізав живіт сплячому велетню та спав у ньому, щоб зігрітися під час зимової грози. Тормунд стверджує, що велетень, вважаючи його немовлям, годував його протягом трьох місяців навесні. Тормунд також стверджує, що колись п'яним переспав з ведмедем.
Одного разу Тормунд думав зробити себе Королем поза стіною, але його переміг Манс Рейдер. Він не довіряє людям із Крижаного берега.

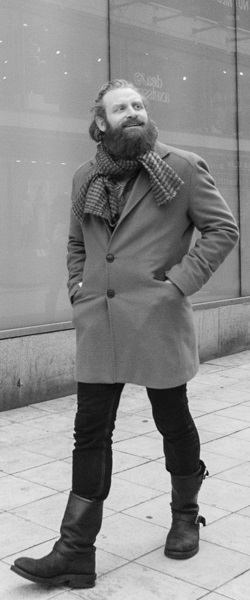
У телесеріалі Крістофер Гів'ю грає роль Тормунда Велетозгуба

## Визнання та нагороди
Норвезький актор Крістофер Гів'ю отримав схвалення критиків за виконання ролі Тормунда Велетозгуба в телесеріалі. Він та решта акторського складу були номіновані на премію Гільдії кіноакторів за найкращу гру в драматичному серіалі у 2014 році.